# Segesta

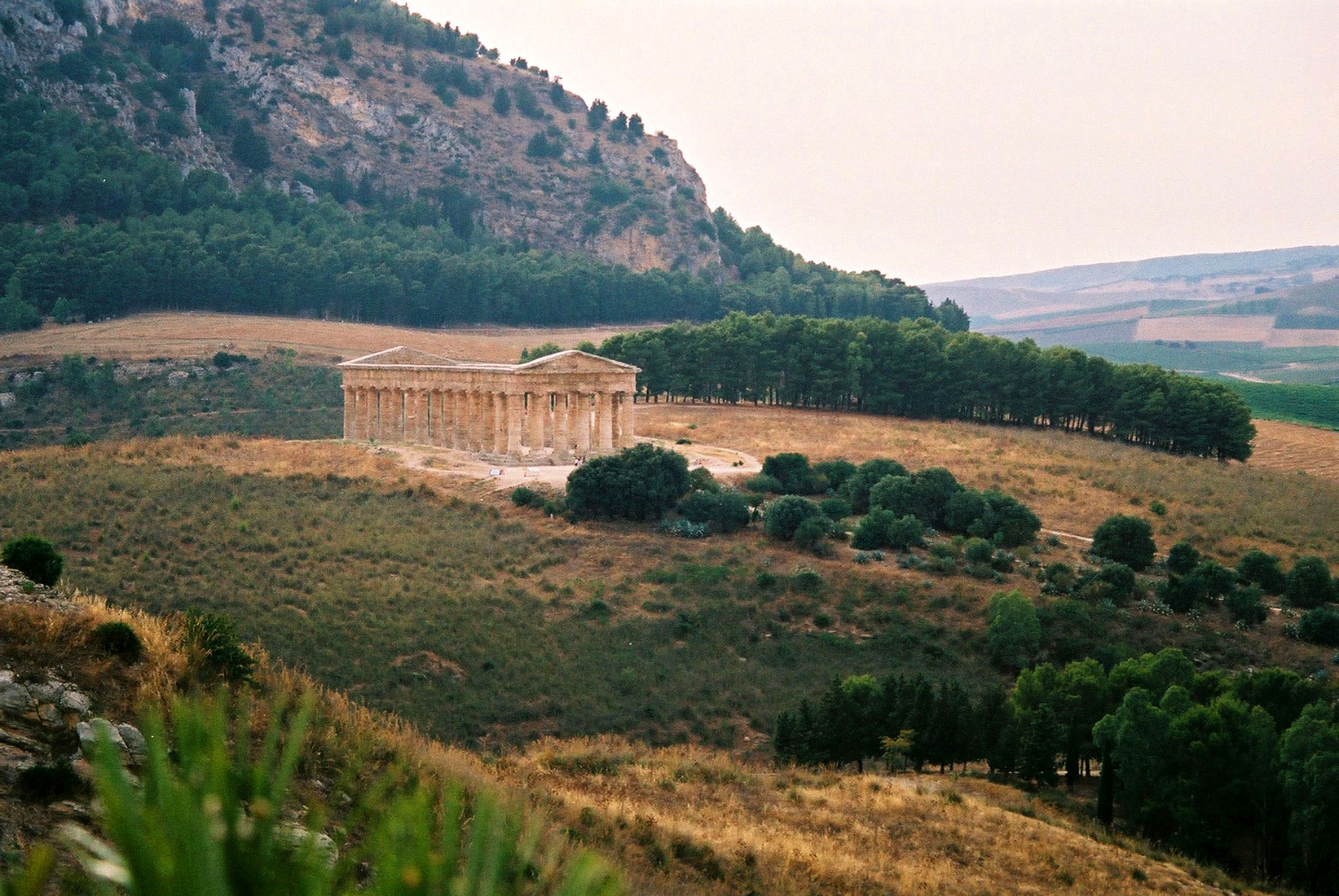
Segesta

Segesta a fost un antic oraș sicilian. 
Situl arheologic se află lângă localitatea Calatafimi-Segesta din provincia Trapani, în nord-vestul Siciliei (Italia). 
Orașul a fost întemeiat de elimi, probabil în secolul al IV-lea î.e.n. Bine păstrate până în prezent sunt templul doric și teatrul, construite de elimi, în stil elen.

## Galerie de imagini

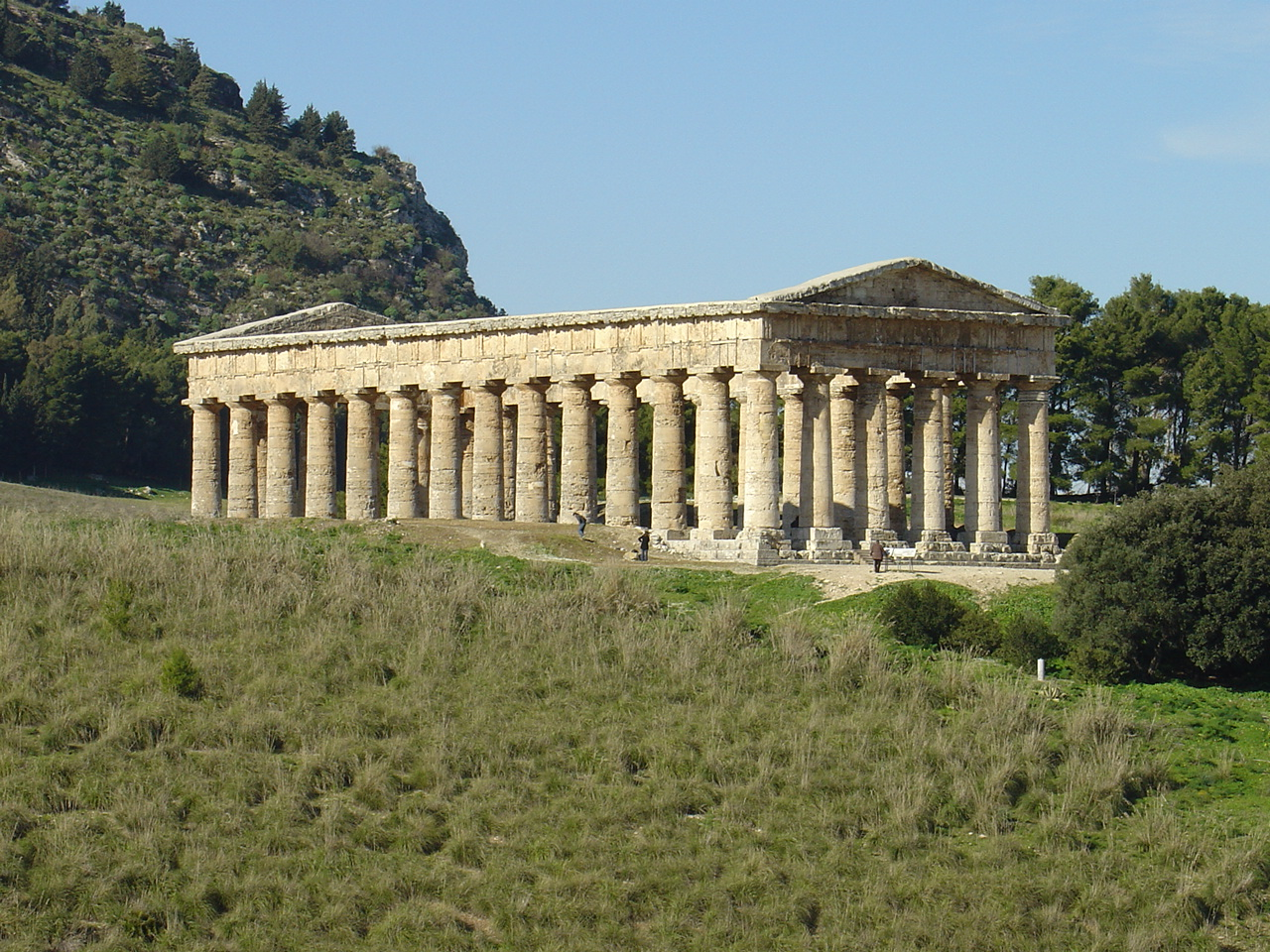
Templul doric
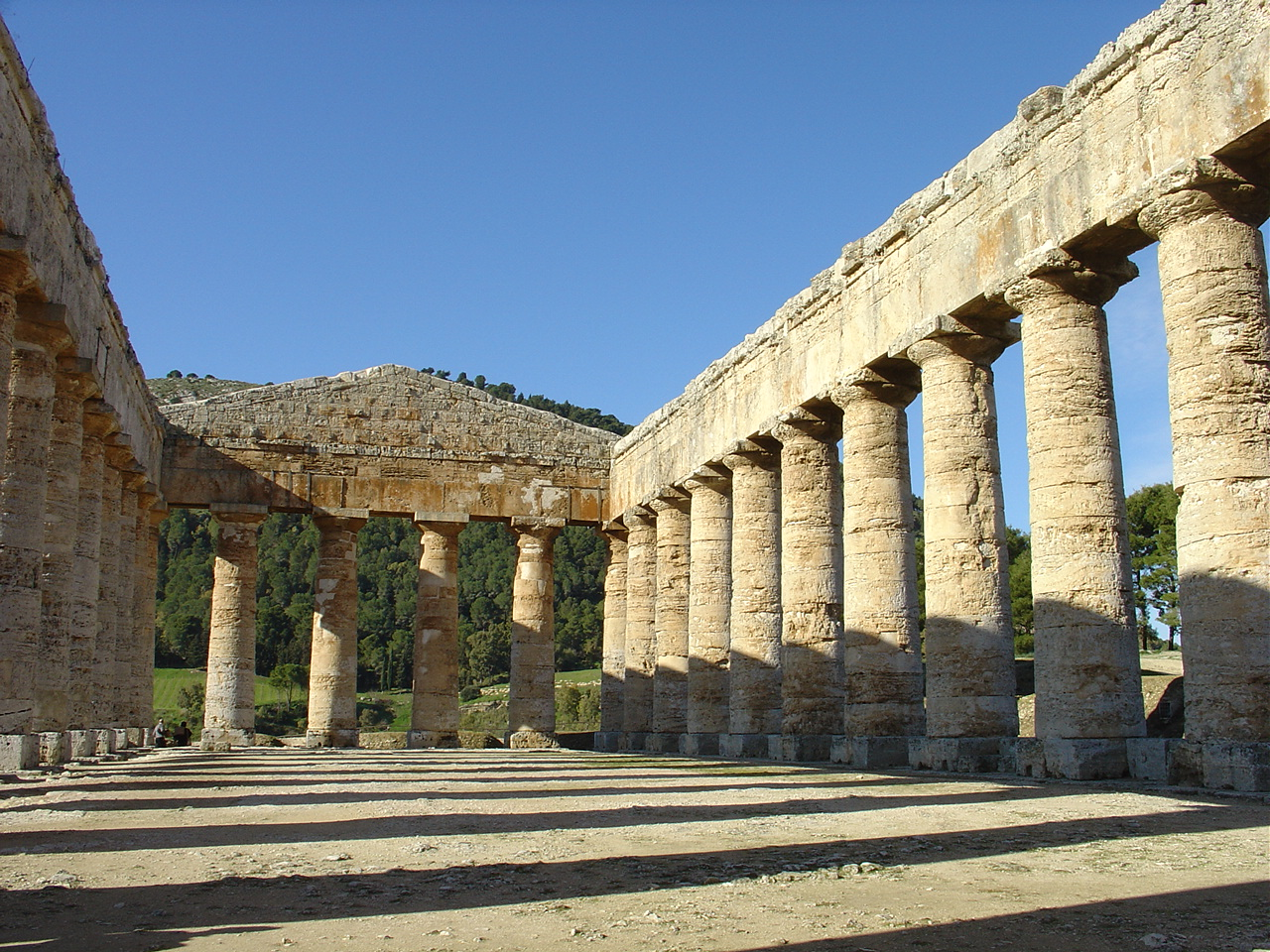
Interiorul templului doric
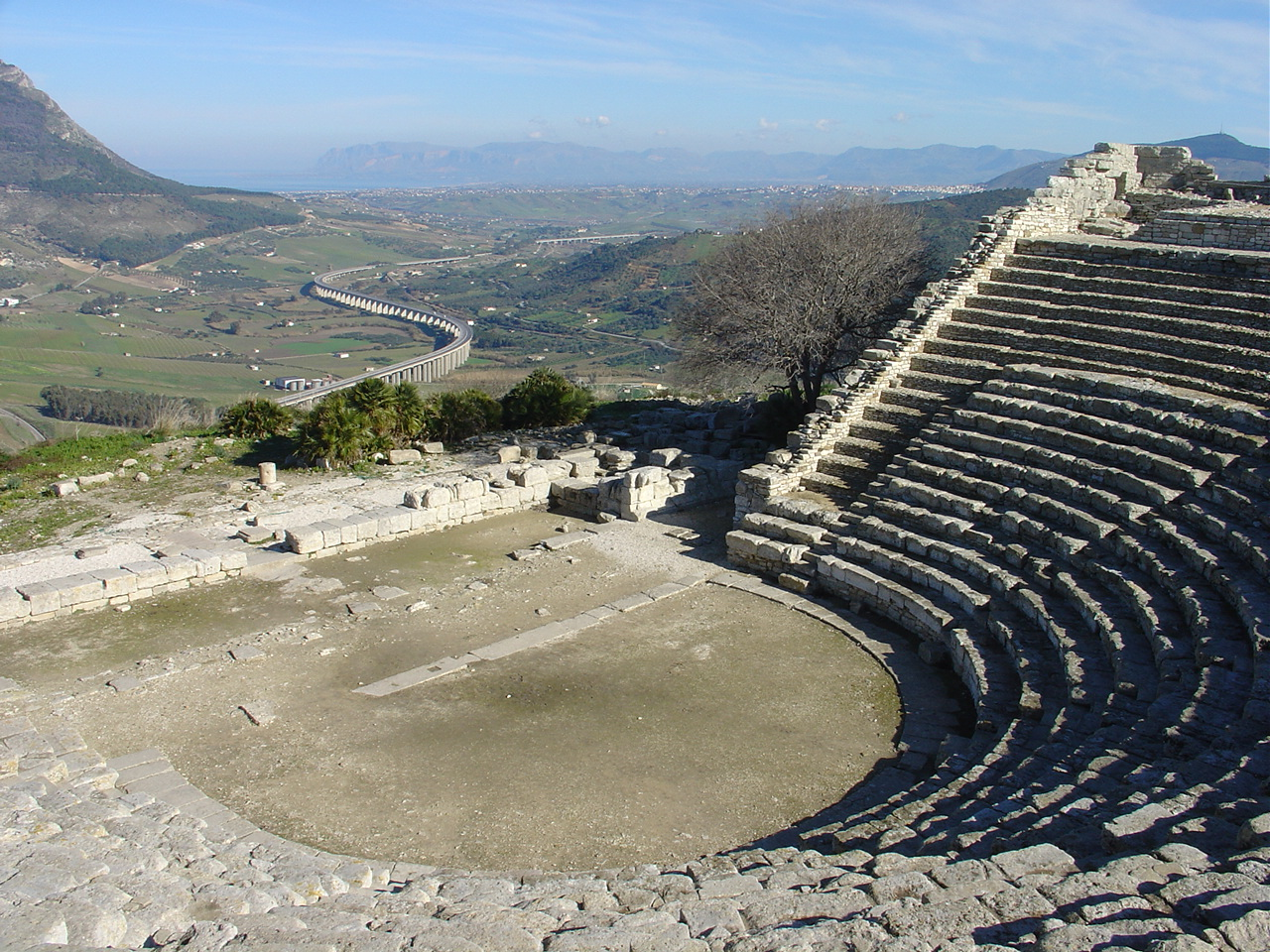
Teatrul